# 2. Liga Interregional
De 2. Liga Interregional (vaak aangeduid als 2. Liga Inter) is het vijfde niveau van het voetbal in Zwitserland. De competitie bestaat uit zes groepen van veertien teams. 

## Geschiedenis
Sinds het seizoen 1999/2000 is de voormalige 2. Liga verdeeld in een competitie die zich uitstrekt over meerdere regio's (interregionaal) en in een regionale competitie. Zij staan bekend onder de namen "2. Liga Interregional" en "2. Liga". De 2. Liga werd toen het zesde niveau. 

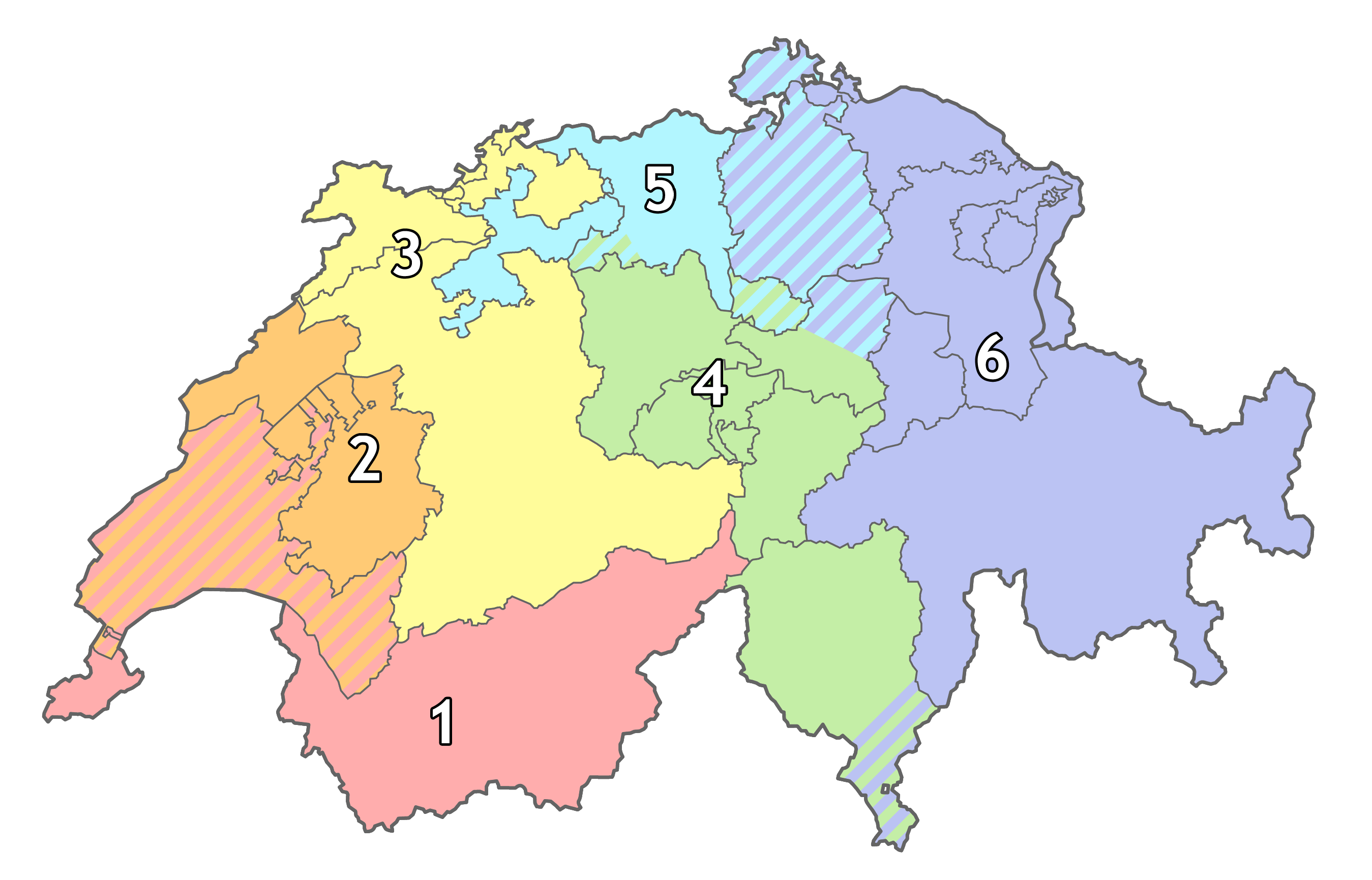
Geografische verdeling van de zes poules

De 2. Liga Interregional was lange tijd het vierde voetbalniveau van Zwitserland. Na de invoering van de nationaal ingerichte Promotion League als derde klasse werd de 2. Liga Interregional het vijfde niveau. De zes groepswinnaars promoveren aan het einde van het seizoen naar de 1. Liga, de nummers twaalf tot en met veertien van elke groep degraderen naar de 2. Liga. 
 Er vinden geen finalewedstrijden plaats in de 2. Liga Interregional.

## Geografische indeling
Elk jaar is er een kleine verschuiving in de geografische indeling mogelijk. Zo kunnen de voetbalclubs uit het kanton Vaud in groep 1 of 2 worden ingedeeld, al naargelang het aantal teams dat uit Wallis komt. Daarnaast vinden er nog weleens verschuivingen plaats tussen groep 5 en 6.

## Winnaars
| Seizoen  | Groep 1                    | Groep 2                 | Groep 3             | Groep 4           | Groep 5                | Groep 6           |
| -------- | -------------------------- | ----------------------- | ------------------- | ----------------- | ---------------------- | ----------------- |
| 2005/06  | FC Sion II                 | FC La Tour/Le Pâquier   | FC Stabio           | FC Olten          | FC Gossau              | —                 |
| 2006/07  | FC Savièse                 | SV Lyss                 | FC Schötz           | Old Boys          | FC Küsnacht            | —                 |
| 2007/08  | CS Chênois                 | FC Le Mont              | FC Emmenbrücke      | SV Höngg          | USV Eschen/Mauren      | —                 |
| 2008/09  | Grand-Lancy FC             | FC Breitenrain          | FC Lugano II        | FC Laufen         | Chur 97                | —                 |
| 2009/10  | US Terre Sainte            | FC Thun II              | FC Aarau II         | SC Dornach        | SC Brühl               | —                 |
| 2010/11  | Servette II                | FC Bulle                | FC Serrières        | FC Muri           | SV Höngg               | FC Balzers        |
| 2011/12  | US Terre Sainte            | FC Köniz                | FC Black Stars      | Zug 94            | FC Wettswil-Bonstetten | FC Kreuzlingen    |
| 2012/13  | Azzurri 90                 | FC Bavois               | Neuchâtel Xamax FCS | FC Sursee         | FC Thalwil             | Chur 97           |
| 2013/14  | Stade Lausanne-Ouchy       | Team Vaud               | FC Bern             | AC Taverne        | FC Dietikon            | FC Seuzach        |
| 2014/15  | Signal FC Bernex-Confignon | FC La Chaux-de-Fonds    | FC Thun II          | SC Buochs         | FC United Zürich       | FC Kosova Zürich  |
| 2015/16  | Vevey Sports 05            | FC La Sarraz-Eclépenz   | FC Bassecourt       | AC Bellinzona     | Red Star Zürich        | FC Seefeld Zürich |
| 2016/17  | Meyrin FC                  | FC Portalban/Gletterens | FC Langenthal       | FC Kickers Luzern | SV Höngg               | FC Kosova Zürich  |
| 2017/18  | CS Chênois                 | FC Bulle                | FC Biel-Bienne      | FC Hergiswil      | SC Zofingen            | FC Linth 04       |
| 2018/19  | Olympique de Genève        | US Terre Sainte         | SV Muttenz          | FC Paradiso       | FC Dietikon            | FC Balzers        |
| 2019/20* | —                          | —                       | —                   | —                 | —                      | —                 |
| 2020/21  | FC Monthey                 | FC La Sarraz-Éclepens   | FC Thun II          | Team Ticino       | FC Freienbach          | FC Uzwil          |

* In het seizoen 2019/20 werd de competitie vanwege de coronacrisis geannuleerd. Er vond geen promotie en degradatie plaats.